# Pinewood Estate

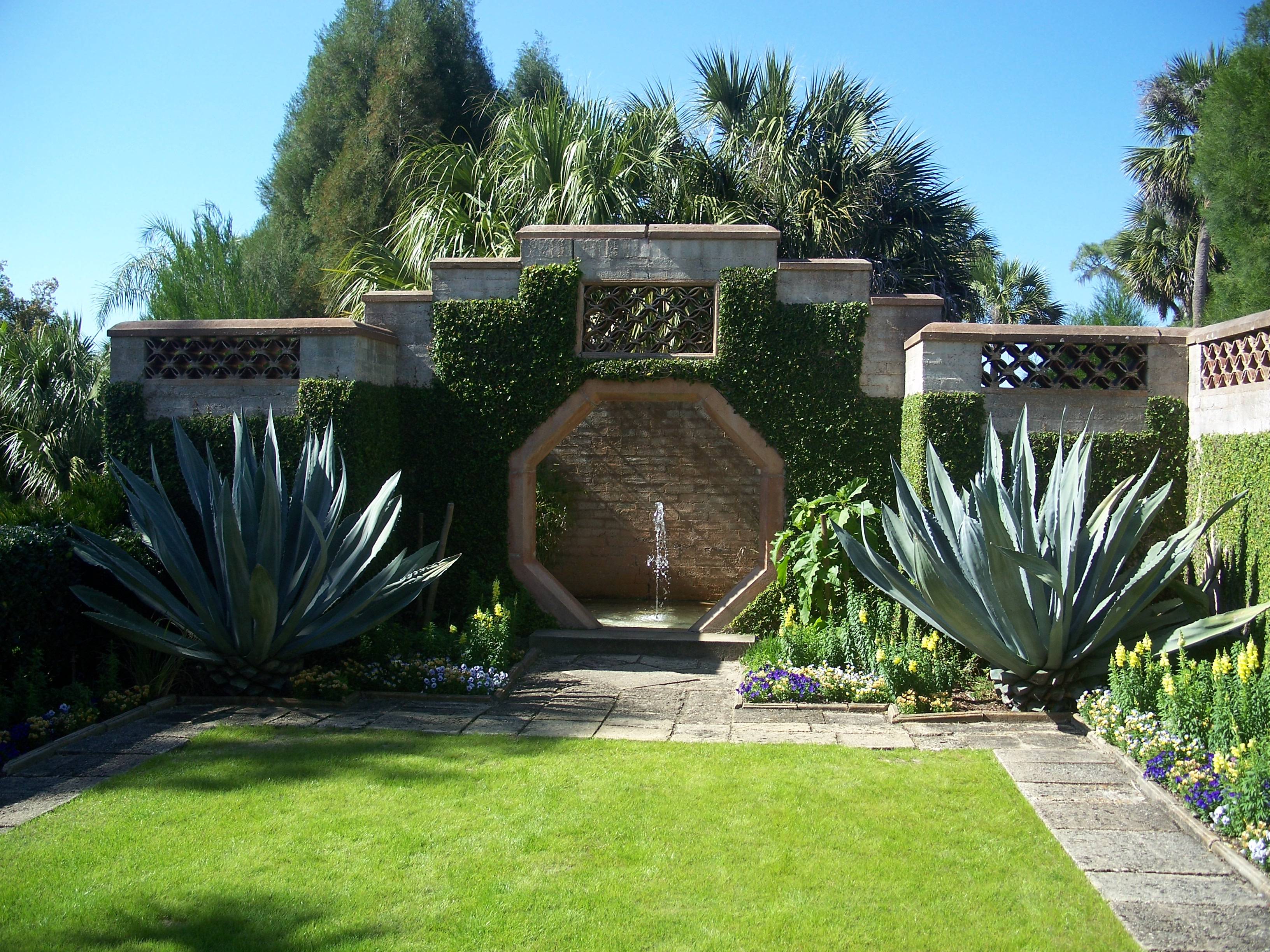
Viktorianischer Garten mit Mondtor

Pinewood Estate (früher El Retiro und Encierro genannt) ist ein historisches und denkmalgeschütztes Anwesen in Lake Wales in Florida. Es liegt an der Florida State Road 17, umfasst 32.000 Quadratmeter und gehört seit April 1993 als Contributing Property zur Bok-Tower-Gardens-Anlage, einer National Historic Landmark.

## Geschichte
Charles Austin Buck, Vorstandsmitglied des Stahl- und Schiffbaukonzerns Bethlehem Steel, ließ 1929 von dem Landschaftsarchitekten William Lyman Phillips (1885–1966) einen Plan zu einem Park mit Wohnhaus entwerfen. Phillips arbeitete für das Gartenbauunternehmen Olmsted Brothers von Frederick Law Olmsted, Jr., der den in unmittelbarer Nachbarschaft liegenden Bok Tower Gardens gestaltet hatte. Im Jahr 1930 beauftragte Buck dann den Architekten Charles Wait mit dem Entwurf einer großzügigen Villa im mediterranen Stil; der Bauherr war ein Anhänger der spanisch-italienischen Lebensart und wollte das damals El Retiro (spanisch: Rückzug) genannte Anwesen als Winterdomizil in diesem Stil gestalten. Das 1200 Quadratmeter große und mit 20 Zimmern ausgestattete Gebäude erhielt Elemente antiker italienischer Villen mit Ziegeldächern, Fliesen, geschnitzten Türen und dunklen Holzdekorationen in den Innenräumen.
Auf Initiative von Nellie Lee Holt Bok, der Schwiegertochter des bereits 1930 verstorbenen Gründers des Tower Bok Gardens, wurde das Anwesen 1970 von der American Foundation (heute: Bok Tower Gardens, Inc.) erworben, nach den hier wachsenden Sumpf-Kiefern (englisch: Longleaf Pine) in Pinewood Estate umbenannt und in den 1980er Jahren unter der Leitung von Rudy Favretti restauriert. Am 12. Dezember 1985 wurde die Anlage durch einen Eintrag in das National Register of Historic Places unter Denkmalschutz gestellt.

## Park
Das Grundstück um die Villa überrascht mit eklektizistischer Vielfalt. Der kleine Park des Anwesens ist in einem formalen, ebenfalls mediterranen Stil gehalten. Die italienische Grundstruktur beinhaltet eine zentrale sowie eine querlaufende Allee aus Zitronenbäumen. Die Terrasse hinter dem Gebäude enthält antike Elemente und blickt auf einen Wildgarten. Ein weiterer, ummauerter, kleiner viktorianischer Garten zeigt mit einem Mondtor Anklänge an die Chinoiserie Europas, und beinhaltet auch impressionistische Elemente im Farbenstil von Gertrude Jekylls Gartenkunst.

## Museum
Heute wird das Anwesen zu Führungen genutzt. Gruppen von bis zu zwölf Personen werden von ehrenamtlich tätigen Führern die Zimmer des Hauses gezeigt, dessen Einrichtung aus der Zeit der Nutzung durch Buck weitgehend erhalten ist. Das antike Mobiliar war von Buck aus Frankreich, Italien und Spanien importiert worden.